# 릭 얀시
릭 얀시(영어: Rick Yancey, 1962년 ~ )는 미국의 소설가이다. 마이애미 출신으로 주로 아동 문학, 청소년 문학을 쓴다. 몬스트러몰로지스트 사부작과 제5침공 삼부작으로 유명하다.

## 작가 소개
미국 플로리다에서 태어나 자랐고, 시카고의 루즈벨트 대학교에서 영문학을 공부하였다. 졸업 후 국세청에서 일하며 아내의 권유로 틈틈이 글을 쓰다가, 2004년 전업 작가의 길로 들어섰다. 2005년 발표한 ‘Alfred Kropp’ 시리즈가 <퍼블리셔스 위클리> ‘올해 최고의 책’에 선정되고, 카네기 메달 상 최종 후보에 오르면서 문단의 주목을 받기 시작했고, 이후 ‘Teddy Ruzak’ 시리즈, ‘몬스트러몰로지스트’ 시리즈 등을 발표하며 작가로서의 명성을 꾸준히 쌓았다. 그리고 2013년 《피프스 웨이브》를 발표하며 명실상부한 <뉴욕 타임스> 베스트셀러 작가가 되었다. 현재까지 그의 책은 전 세계 20여 개국에 번역 소개되었고, 2009년에 발표한 《몬스트러몰로지스트》는 워너 브러더스에서, 《제5침공》은 소니 픽쳐스에서 영화로 제작 중이다. 아이들을 위한 글과 어른들을 위한 글을 모두 쓰는 릭 얀시는 현재 플로리다에서 아내 그리고 세 아들과 함께 살고 있다.

## 저작
| 연도 | 제목                        | 원제                                         | 비고                               |
| ---- | --------------------------- | -------------------------------------------- | ---------------------------------- |
| 2005 | 앨프리드 크롭의 기묘한 모험 | The Extraordinary Adventures of Alfred Kropp |                                    |
| 2007 | 솔로몬의 봉인               | The Seal of Solomon                          |                                    |
| 2008 | 제13해골                    | The Thirteenth Skull                         |                                    |
| 2009 | 몬스트러몰로지스트          | The Monstrumologist                          |                                    |
| 2010 | 웬디고의 저주               | The Curse of the Wendigo                     |                                    |
| 2011 | 피의 섬                     | The Isle of Blood                            |                                    |
| 2013 | 최후의 내리막길             | The Final Descent                            |                                    |
| 2013 | 제5침공                     | The 5th Wave                                 | 이전 한국어 제목은 '피프스 웨이브' |
| 2014 | 무한의 바다                 | The Infinite Sea                             |                                    |
| 2016 | 마지막 별                   | The Last Star                                |                                    |